# کوه توریدانی
کوه توریدانی (به زبان ژاپنی 酉谷山) یکی از کوه‌های منطقه تامای توکیو در ژاپن است. این کوه ۱۷۱۸ متر ارتفاع دارد. این کوه یکی از کوه‌های اوکوتاما محسوب می‌شود. کوه توریدانی بسیار خلوت و کم رفت‌وآمد و پیدا کردن مسیر در این کوه بسیار مشکل است. توصیه می‌شود که کوهنوردان حتماً نقشهٔ راهنما با خود داشته باشند.

## دسترسی به کوه
ابتدا باید با استفاده از قطارهای جی‌آر، به آخرین ایستگاه خط اومه، ایستگاه اوکوتاما رسید. سپس از آنجا برای رسیدن به نقطه شروع مسیر در ایستگاه اتوبوس هیگاشی نیپارا «東日原バス亭» می‌توان از اتوبوس‌های نیشی توکیوباس (به انگلیسی: Nishi Tokyo Bus Co. ,Ltd) استفاده کرد. راه بازگشت به همین ایستگاه هیگاشی نیپارا ختم می‌شود. مسیر رفت و برگشت تا قله طولانی و در حدود ۲۵ کیلومتر است و طی کردن آن ۸ ساعت و نیم بطول می‌انجامد.